# Station Jamoigne
Station Jamoigne is een voormalig spoorwegstation aan spoorlijn 165 in Jamoigne, een deelgemeente van de Belgische stad en gemeente Chiny. Het station met telegrafische code LJN werd op 26 maart 1879 geopend en op 03 juni 1984 gesloten.
0,0: Libramont ·
2,5: Recogne ·
3,8: Neuvillers ·
7,5: Rossart ·
12,2: Bertrix ·
16,1: Orgéo ·
17,6: Saint-Médard ·
20,6: Straimont ·
25,5: Les Épioux ·
30,7: Lacuisine ·
32,5: Florenville ·
36,2: Pin ·
37,7: Izel ·
40,0: Jamoigne ·
43,5: Saint-Vincent-Bellefontaine ·
46,9: Lahage ·
50,8: Meix-devant-Virton ·
53,5: Houdrigny ·
57,2: Virton ·
59,6: Chenois-Latour ·
62,9: Latour ·
63,7: Ruette ·
65,1: Saint-Remy ·
67,6: Signeulx ·
70,1: Baranzy ·
72,0: Musson ·
74,6: Halanzy ·
78,9: Aubange ·
81,9: Athus